# Dragan Zdravković
Dragan Zdravković (Yugoslavia, 16 de diciembre de 1959) es un atleta yugoslavo retirado especializado en la prueba de 3000 m, en la que consiguió ser campeón europeo en pista cubierta en 1983.

## Carrera deportiva
En el Campeonato Europeo de Atletismo en Pista Cubierta de 1983 ganó la medalla de oro en los 3000 metros, con un tiempo de 7:54.73 segundos, por delante del soviético Valeriy Abramov  y del alemán Uwe Mönkemeyer.